# Per Soped
Per Soped (pr spdw - letteralmente "Casa del Falco piumato") è il nome egizio della città capitale del XX nomos del Basso Egitto. La locazione corrisponde alla località moderna di Saft el-Hinna.
Gli scavi effettuati nel 1885 hanno portato alla luce il recinto (m 75 x 40) di un tempio dedicato a Sopdu all'interno del quale è stato possibile identificare i resti di un naos risalente alla XXX dinastia. Durante gli stessi scavi vennero anche rinvenuti i resti di una statua raffigurante Ramesse II.